# Mournans-Charbonny
Mournans-Charbonny är en kommun i departementet Jura i regionen Bourgogne-Franche-Comté i östra Frankrike. Kommunen ligger i kantonen Nozeroy som tillhör arrondissementet Lons-le-Saunier. År 2022 hade Mournans-Charbonny 82 invånare.

## Befolkningsutveckling
Antalet invånare i kommunen Mournans-Charbonny
Referens:INSEE